# Þverá (Rangárvallasýsla)

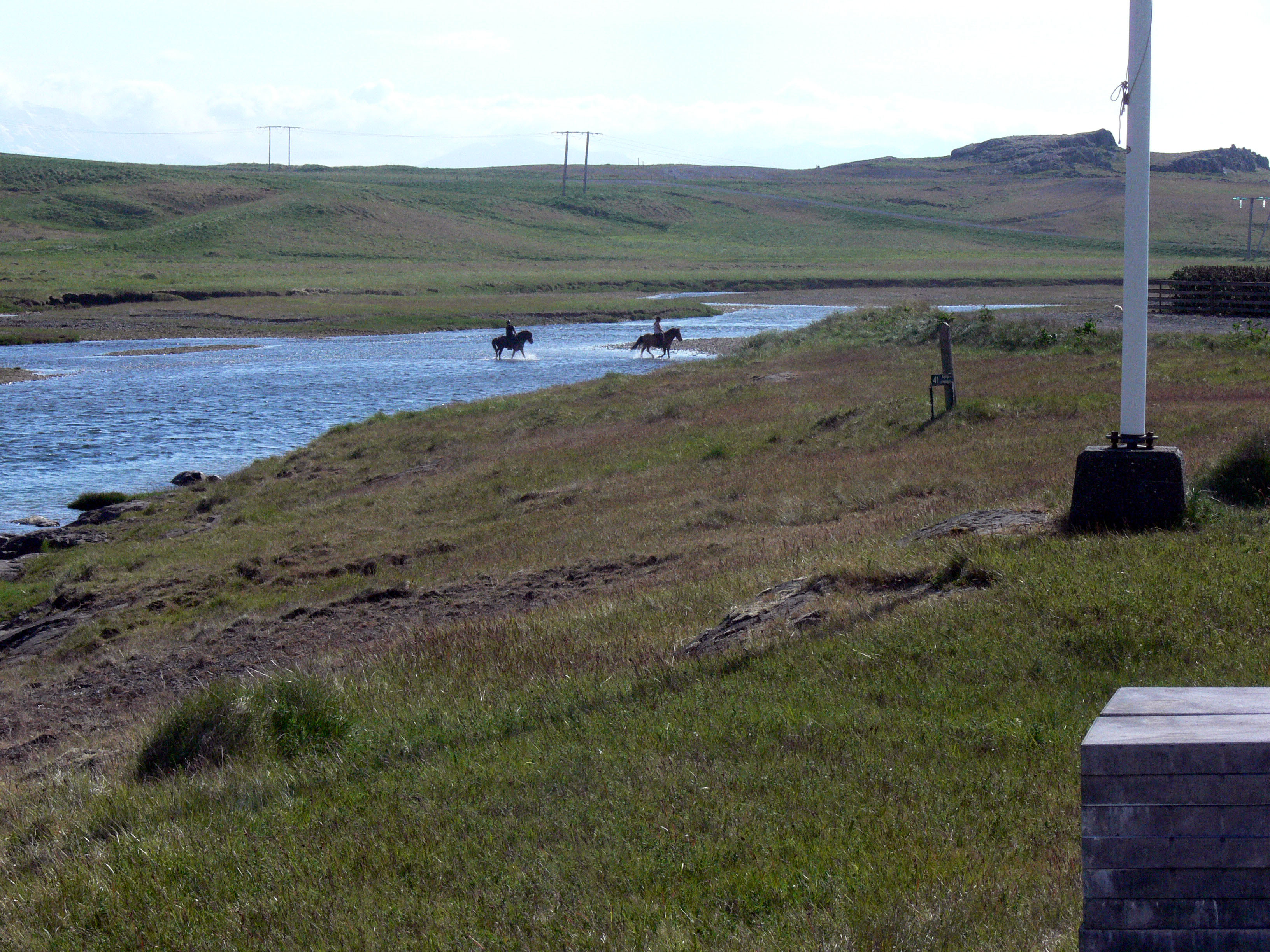
Die Þverá bei Norðtunga (2011)

Die Þverá (isl. „Nebenfluss“) ist ein Fluss im Süden Islands.
Sie ist etwa 20 km lang und der Abfluss für die Wässer aus dem Fljótshlíð. Durch Dämme wird verhindert, dass sich Hochwasser des Markarfljót in die Þverá ergießen kann. Der größte (rechte) Nebenfluss ist die Eystri-Rangá. Etwa 6 km weiter mündet auch die Ytri-Rangá in die Þverá. Ab jetzt trägt der Fluss den Namen Hólsá und fließt nach 11 km ins Meer.
Der Ort Oddi liegt am Flussufer.